# Appellatio monacensis
Appellatio monacensis, conosciuta anche come Appellatio è un'opera di Michele da Cesena.

## Contesto storico
Come ministro generale, Michele si distinse subito per una decisa persecuzione nei confronti degli Spirituali, sostenitori dell'assoluta povertà di Gesù Cristo e della necessità di una altrettanto rigorosa povertà dell'ordine francescano. In questa opera di repressione Michele era appoggiato dal papa Giovanni XXII (1316-1334). Con le lettere bollate Sancta Romana e Gloriosam Ecclesiam Giovanni XXII riprovava e scomunicava tutti gli Spirituali: si voleva così chiudere il "caso" della frattura tra gli Spirituali e il resto dell'Ordine francescano (la cosiddetta "comunità"), sospingendo i primi nell’eresia e nella marginalità.  Incalzati dalla persecuzione, Ubertino da Casale e Angelo Clareno, i maggiori esponenti della corrente spirituale, dovettero lasciare l'Ordine. Nel 1317, a Marsiglia, per la prima volta erano stati bruciati sul rogo quattro frati spirituali.
A partire dal 1321, tuttavia, anche i rapporti tra Michele e Giovanni XXII si deteriorarono.

## L'opera
Michele da Cesena si rivolge a papa Giovanni XXII enucleando i dodici errori da lui commessi nell'interpretazione del messaggio cristiano difeso dagli Spirituali. L'opera è così composta:
- Proemio: l'autore spiega la genesi e le circostanze in cui è stata prodotta;
- Gli errori di Giovanni XXII: l'autore elenca gli errori inserendo la relativa citazione tratte dalle lettere e bolle papali;

1. Primo errore è affermare che Gesù, in quanto uomo, aveva anche un dominio temporale;
2. Secondo errore è che Gesù ebbe il dominio proprio e immediato di cose temporali;
3. Terzo errore è che gli Apostoli possedevano beni e proprietà anche dopo la chiamata e mai le abbandonarono;
4. Quarto errore è che Gesù non ha definito leggi diverse ai discepoli rispetto agli apostoli;
5. Quinto errore è che gli apostoli non rinunciarono ai loro averi e possedevano beni immobili;
6. Sesto errore è che Gesù non ha mai detto agli Apostoli di rinunciare ai loro beni;
7. Settimo errore è che sono a chi possiede beni temporali sono rivolti i consigli di Gesù a non opporsi a chi chiama in giudizio;
8. Ottavo errore è che nella prima lettera ai Corinzi, Paolo fa riferimento a giudizi ben precisi;[3]
9. Nono errore è l'affermare che mettere in giudizio istanze temporali, non intacca la perfezione evangelica;
10. Decimo errore è affermare che Gesù abbia impedito il possesso di denaro agli Apostoli in momenti precisi;
11. Undicesimo errore è l'interpretazione degli Atti degli Apostoli in cui si fa riferimento alla comunione dei beni dei primi cristiani e dell'estensione del voto di povertà;
12. Dodicesimo errore è affermare che l'uso di fatto e di diritto possono essere separati dalla proprietà per i soli beni di consumo;

- Conclusione: l'autore fa appello alla Chiesa romana di cui professa e osserva la fede ma ribadendo che le accuse contro di lui del papa sono infondate.